# Canton de Marange-Silvange
Le canton de Marange-Silvange est une ancienne division administrative française qui était située dans le département de la Moselle et la région Lorraine.

## Géographie
Ce canton est organisé autour de Marange-Silvange et était situé dans l'arrondissement de Metz-Campagne jusqu'au 31 décembre 2014. Son altitude varie de 167 m (Fèves) à 403 m (Pierrevillers) pour une altitude moyenne de 262 m.

## Histoire
Canton créé en 1985 (Décret du 24 décembre 1984) en divisant le canton de Rombas.

## Représentation
| Période | Période | Identité                     | Étiquette  | Qualité                                                          |
| ------- | ------- | ---------------------------- | ---------- | ---------------------------------------------------------------- |
| 1985    | 1998    | Bernard Deramaix (1936-2010) | DVD-UDF-DL | Cadre sidérurgiste Maire de Saint-Privat-la-Montagne (1977-2001) |
| 1998    | 2015    | Marcel Klammers (1936-2023)  | PS         | Professeur, maire de Sainte-Marie-aux-Chênes (1974-2014)         |

## Composition
Le canton de Marange-Silvange groupe 12 communes et compte 23 100 habitants (recensement de 1999 sans doubles comptes).
| Communes                 | Population (2012) | Code postal | Code Insee |
| ------------------------ | ----------------- | ----------- | ---------- |
| Amanvillers              | 2 179             | 57865       | 57017      |
| Bronvaux                 | 541               | 57535       | 57111      |
| Fèves                    | 907               | 57280       | 57211      |
| Marange-Silvange         | 5 815             | 57535       | 57443      |
| Montois-la-Montagne      | 2 312             | 57860       | 57481      |
| Norroy-le-Veneur         | 1 061             | 57140       | 57511      |
| Pierrevillers            | 1 500             | 57120       | 57543      |
| Plesnois                 | 777               | 57140       | 57546      |
| Roncourt                 | 900               | 57860       | 57593      |
| Sainte-Marie-aux-Chênes  | 3 894             | 57255       | 57620      |
| Saint-Privat-la-Montagne | 1 733             | 57855       | 57622      |
| Saulny                   | 1 481             | 57140       | 57634      |

## Démographie
| 1962   | 1968   | 1975   | 1982   | 1990   | 1999   | 2011   |
| ------ | ------ | ------ | ------ | ------ | ------ | ------ |
| 16 353 | 18 128 | 20 205 | 19 383 | 20 944 | 21 047 | 23 100 |

| 2014 | - | - | - | - | - | - |
| ---- | - | - | - | - | - | - |
| -    | - | - | - | - | - | - |